# Lophoplatystoma molle
Lophoplatystoma molle är en tvåvingeart som beskrevs av Friedrich Georg Hendel 1914. Lophoplatystoma molle ingår i släktet Lophoplatystoma och familjen bredmunsflugor.
Artens utbredningsområde är Uganda. Inga underarter finns listade i Catalogue of Life.